# Ira Losco
Ira Losco (født 31. juli 1981) er en maltesisk sanger. Hun repræsenterede Malta i Eurovision Song Contest 2002 med "7 Wonder" og endte på en andenplads. Hun repræsenterede Malta igen i Eurovision Song Contest 2016 med sangen Walk on Water, hvor hun fik en 12. plads.